# دیمومت

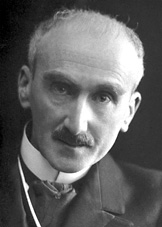
هنری برگسون در سال ۱۹۲۷.

دیمومت (استمرار- دیرند) (به انگلیسی: Duration) اگر به زمان محدود اطلاق شود. مدت نامیده می‌شود و اگر به زمان (با شدّتی متفاوت) اطلاق گردد، دهر نامیده می‌شود.
دیمومت در فلسفه هنری برگسون (آنری برگسون) (به فرانسوی: Henri Bergson) به معنی خاصی به کار رفته‌است. مقصود برگسون از دیمومت زمان نفسانی یا زمان درونی است.
دیمومت به این معنی، دیمومت محض یا دیمومت حقیقی یا دیمومت مشخص نامیده می‌شود و داخل مقوله کیفیت است نه مقوله کمیت.
عقل از هر چیز سیالی می‌گریزد و به هر چه دست یابد آن را خشک و منجمد می‌کند. ما، در زمان حقیقی نمی‌اندیشیم بلکه در آن زندگی می‌کنیم.